# Encephalartos equatorialis
Encephalartos equatorialis P.J.H.Hurter è una pianta appartenente alla famiglia delle Zamiaceae, endemica dell'Uganda.

## Descrizione
Il fusto è alto 3,5–4 m per un diametro di 35–45 cm.
Le foglie sono rigide, lunghe 3–4 m e larghe 30–40 cm, di colore verde scuro, con picciolo lungo fino a 13 mm. Le foglioline si dipartono con un angolo di 30° dal rachide, sono lunghe fino a 20–25 cm per circa 20 mm di larghezza.
È una specie dioica, presenta coni maschili conici di 30–40 cm di lunghezza per 9–10 cm di diametro con microsporofilli oblunghi di dimensioni 20–30 mm per 10–15 mm e coni femminili ovoidali lunghi 35–40 cm per un diametro di 18–20 cm con macrosporofilli romboidali con facce di lati 55 mm per 60 mm e altezza 30 mm.
I semi, circa 200 per cono, sono di forma ellissoidale, lunghi 35–38 mm per 23–30 mm di diametro, con tegumento di colore arancione-rosso.

## Distribuzione e habitat
La specie è stata osservata solo in alcuni siti nella Thurston Bay, sul Lago Vittoria, in Uganda. La specie cresce su rilievi granitici ad altitudini intorno ai 1000 m, principalmente su versanti esposti ad est.

## Conservazione
La IUCN Red List classifica E. equatorialis come specie in pericolo critico di estinzione (Critically Endangered). La popolazione è in declino e si stima un numero totale di esemplari non superiore a 300, con una netta predominanza di individui di sesso maschile. Inoltre non si rileva la presenza di esemplari giovani o di semi, il che potrebbe indicare l'estinzione degli impollinatori o l'eccessiva frequenza di incendi. L'habitat di questa specie viene distrutto per far posto alle coltivazioni, e vi è un certo prelievo di esemplari da parte di collezionisti.
La specie è inserita nell'Appendice I della Convention on International Trade of Endangered Species (CITES)